# Fred Merkel
Fred Merkel   (Stockton, 28 de setembre de 1962) és un antic pilot de motociclisme nord-americà que va destacar en competició internacional al tombant de la dècada del 1980, durant la qual va guanyar els dos primers campionats del món de Superbike de la història (1988-1989). El 2001 va ser incorporat a l'AMA Motorcycle Hall of Fame i el 2018, al Motorsports Hall of Fame of America.

## Carrera esportiva
El 1984, Merkel va guanyar les 8 hores de Suzuka fent equip amb Mike Baldwin. De 1984 a 1986 va guanyar tres campionats AMA de Superbike consecutius, els dos primers amb una Honda VF750 i el darrer amb una VFR750F. Conjuntament amb Mat Mladin, Merkel ostenta el rècord de victòries al campionat en una sola temporada.
El 1988 es va instaurar el Campionat del Món de Superbike i Merkel hi va participar amb una Honda VFR750R "RC30". Va guanyar el campionat davant de Fabrizio Pirovano i Davide Tardozzi amb dues victòries i tres podis més. El 1988 va defensar amb èxit el títol, amb tres victòries, set podis més i quatre poles. El 1990 va aconseguir tres victòries més però després va baixar de rendiment i va acabar el campionat en sisè lloc.
El 1991, Merkel va guanyar el Campionat d'Itàlia de Velocitat en la categoria Superbike.

### Retirada
Merkel es va retirar de les curses al final de la temporada de 1995 després de lesionar-se en un accident al Firebird International Raceway de Chandler (Arizona). Un cop retirat, es va traslladar amb la seva dona Carla i el seu fill Travis a un ranxo que tenien a Nova Zelanda, on el 2009 van tenir el segon fill, Jhett.

## Resultats al Mundial de Superbike
(Ids. Rondes | Llegenda) (Curses en negreta indiquen pole; curses en  itàlica indiquen volta ràpida)
| Any  | Moto   | 1       | 1       | 2       | 2       | 3      | 3       | 4       | 4      | 5      | 5       | 6       | 6      | 7       | 7       | 8      | 8       | 9       | 9       | 10      | 10      | 11      | 11      | 12     | 12      | 13     | 13    | Pos. | Pts  |
| Any  | Moto   | C1      | C2      | C1      | C2      | C1     | C2      | C1      | C2     | C1     | C2      | C1      | C2     | C1      | C2      | C1     | C2      | C1      | C2      | C1      | C2      | C1      | C2      | C1     | C2      | C1     | C2    | Pos. | Pts  |
| ---- | ------ | ------- | ------- | ------- | ------- | ------ | ------- | ------- | ------ | ------ | ------- | ------- | ------ | ------- | ------- | ------ | ------- | ------- | ------- | ------- | ------- | ------- | ------- | ------ | ------- | ------ | ----- | ---- | ---- |
| 1988 | Honda  | GBR 4   | GBR 2   | HUN 1   | HUN 5   | GER 17 | GER Ret | AUT Ret | AUT 8  | JPN 2  | JPN 11  | FRA 6   | FRA C  | POR 4   | POR 5   | AUS 4  | AUS 3   | NZL 1   | NZL 5   |         |         |         |         |        |         |        |       | 1r   | 99   |
| 1989 | Honda  | GBR 4   | GBR 6   | HUN 1   | HUN 1   | CAN 1  | CAN 3   | USA 4   | USA 3  | AUT 11 | AUT 3   | FRA 8   | FRA 4  | JPN 16  | JPN 12  | GER 8  | GER 4   | ITA 2   | ITA 2   | AUS 11  | AUS 5   | NZL 3   | NZL 3   |        |         |        |       | 1r   | 272  |
| 1990 | Honda  | SPA 2   | SPA 3   | GBR 1   | GBR 3   | HUN 1  | HUN 6   | GER 1   | GER 3  | CAN 5  | CAN 10  | USA 7   | USA 10 | AUT 7   | AUT 4   | JPN    | JPN     | FRA     | FRA     | ITA Ret | ITA 5   | MAL     | MAL     | AUS    | AUS     | NZL    | NZL   | 6è   | 197  |
| 1991 | Honda  | GBR Ret | GBR Ret | SPA Ret | SPA Ret | CAN    | CAN     | USA 6   | USA 4  | AUT 8  | AUT 8   | SMR 9   | SMR 7  | SWE 8   | SWE 6   | JPN 12 | JPN 9   | MAL 12  | MAL 9   | GER Ret | GER Ret | FRA 3   | FRA 10  | ITA 8  | ITA Ret | AUS    | AUS   | 8è   | 124  |
| 1992 | Yamaha | SPA     | SPA     | GBR     | GBR     | GER    | GER     | BEL     | BEL    | SPA 17 | SPA Ret | AUT 9   | AUT 10 | ITA Ret | ITA Ret | MAL 11 | MAL 5   | JPN 26  | JPN 13  | NED 13  | NED Ret | ITA Ret | ITA Ret | AUS 10 | AUS 12  | NZL 6  | NZL 6 | 13è  | 65   |
| 1993 | Yamaha | IRL 7   | IRL 7   | GER Ret | GER 12  | SPA 9  | SPA 12  |         |        |        |         |         |        |         |         |        |         |         |         |         |         |         |         |        |         |        |       | 11è  | 91,5 |
| 1993 | Ducati |         |         |         |         |        |         | SMR 10  | SMR 27 | AUT 11 | AUT 2   | CZE Ret | CZE 5  | SWE 12  | SWE Ret | MAL 9  | MAL Ret | JPN Ret | JPN Ret | NED 11  | NED Ret | ITA     | ITA     | GBR    | GBR     | POR 11 | POR 9 | 11è  | 91,5 |